# Yudai Tobita
Yudai Tobita (飛田 裕大 Tobita Yudai?), född 15 augusti 1996 i Kanagawa prefektur, är en japansk fotbollsspelare.
Tobita började sin karriär 2019 i YSCC Yokohama.